# Unearth
Unearth est un groupe de metalcore américain, originaire de Boston, dans le Massachusetts.

## Biographie

### Débuts (1998–2002)
Unearth est formé par Trevor Phipps, Buz McGrath, Ken Susi, Mike Rudberg, et Chris Rybicki à l'est du Massachusetts en 1998. Le groupe est originellement nommé Point 04 (avec un line-up composé de McGrath, Rudberg, et Rybicki), et Susi est recruté peu de temps après,. Le groupe tente de recruter Phipps lors de sa convalescence liée à une appendicectomie, ce dernier étant reticent à rejoindre le groupe. Cependant, il accepte de les rejoindre après qu'ils ont joué leur chanson Shattered by the Sun. Le nom d'Unearth est crédité par le batteur Mike Rudberg, qui voulait explorer un nouveau son hardcore et metal. Au label indépendant Endless Fight Records, ils font paraître leur premier EP intitulé Above the Fall of Man en mai 1999. Unearth signe ensuite chez Eulogy Recordings (en) pour faire paraître The Stings of Conscience en 2001, et l'EP Endless en 2002. Lors de l'enregistrement de Endless, Chris Rybicki quitte le groupe et se voit remplacer par John Maggard.

### The Oncoming Storm(2003–2005)
Après quelques tournée et festivals comme le New England Metal and Hardcore Festival avec Unearth, Mike Rudberg quitte le groupe quelques jours après leur performance au SXSW en 2003. Buz McGrath quitte également le groupe pour des raisons personnelles, mais revient peu de temps après. Les membres restants d'Unearth engagent alors Tim Mycek de Sworn Enemy comme batteur remplaçant et Kia Eshghi de Rumi à la guitare. Avant le retour de Buz, Mike Martin du groupe All That Remains avait également joué dans le groupe. À la suite du retour de Buz, Adam D de Killswitch Engage est engagé à la batterie pour les deux mois restants de l'année.
Avec Buz McGrath et leur nouveau batteur permanent Mike Justian, membre de The Red Chord et ancien membre du groupe post-hardcore Hassan I Sabbah, Unearth fait paraître The Oncoming Storm au label Metal Blade Records le 29 juin 2004. Cet été la même année, ils participent à l'Ozzfest puis partent en tournée aux côtés de Killswitch Engage, Shadows Fall, et Lamb of God à la tournée Headbangers Ball de MTV. Ils partent ensuite en tournée avec Slipknot l'année suivante. En 2005, Unearth joue aux Sounds of the Underground avec des groupes comme Norma Jean, Gwar, et All That Remains.

### In the Eyes of Fire(2006–2008)
Début 2006, ils commencent l'écriture de leur album à venir. Par la suite, ils enregistrent III: In the Eyes of Fire avec le producteur très connu dans le milieu du heavy metal Terry Date de Seattle. Cette collaboration lance un nouveau tournant et de l'enthousiasme au sein du groupe. Leur dernier album terminé, ils jouent à l'Ozzfest pour la seconde fois avec des musiques de leur prochain album pourtant prévu pour le 6 août 2006. Pendant la parution de leur album, ils commencent leur tournée Sanctity of Brothers avec Bleeding Through, Animosity, Through the Eyes of the Dead et Terror. Après leur participation au festival Japan's Loud Park, Unearth et Slayer font une tournée américaine ensemble en 2007 au Christ Illusion. Ils jouent en Europe, également, aux côtés de groupes tels que Job for a Cowboy, Despised Icon, et DÅÅTH, puis en Amérique du Nord avec Dimmu Borgir, DevilDriver et Kataklysm en mi-avril. C'est lors de cette tournée que le batteur Mike Justian est renvoyé du groupe pour de multiples raisons. Pour le reste de la tournée, Gene Hoglan de Strapping Young Lad est recruté. Ils jouent au Download Festival 2007 avec Seemless/Kingdom avec le batteur Derek Kerswill qui rejoindra officiellement le groupe, par la suite.
Leur DVD live, Alive from the Apocalypse est commercialisé le 18 mars 2008, et débute à la 13e place du Billboard Top Music Video Chart, avec approximativement 1 800 exemplaires vendus,. Il est également certifié disque d'or au Canada une semaine après parution.

### The March(2008–2010)
Le 14 octobre 2008, Unearth fait paraître son quatrième album, The March. Il présente une version réenregistrée due la chanson The Chosen, qu'ils ont par la suite attribué au Aqua Teen Hunger Force Colon Movie Film for Theaters Colon the Soundtrack. Le groupe achève peu après une tournée avec Gwen Stacy, The Acacia Strain, Whitechapel et Protest the Hero. Ils achèvent leur tournée Never Say Die Club Tour avec Parkway Drive, Architects, Despised Icon, Protest the Hero, Whitechapel et Carnifex. Ils achèvent également le Faith Tour avec d'autres groupes comme Lamb of God, Dimmu Borgir et Five Finger Death Punch. Début 2009, les ventes de l'album The March excelle 100 000 exemplaires vendus dans le monde entier.
Mars 2010, le groupe confirme sa participation au Download Festival 2010 au Maurice Jones Stage (anciennement le Main Stage) avec entre autres Killswitch Engage, 36 Crazyfists et Them Crooked Vultures. Le 20 septembre 2010, le bassiste Chris Rybicki est annoncé mort à l'âge de 39 ans, à la suite d'un accident de voiture provoquée par une toxicomane. Unearth achève à peine sa tournée nord-américaine avec As I Lay Dying, All That Remains et Carnifex, participera ensuite au Persistence Tour en décembre 2010 en Europe. Le 25 octobre 2010, Unearth se sépare en bons termes avec Derek Kerswill, à la suite de divergences musicales.

### Darkness in the Light(depuis 2011)
Entre janvier et février 2011, le groupe entre en studio pour l'enregistrement de son cinquième album Darkness in the Light. L'album est produit par le guitariste de Times of Grace et Killswitch Engage, Adam Dutkiewicz, et les morceaux de batterie sont effectués par le batteur de Killswitch Engage, Justin Foley. Le 31 janvier 2011, le groupe est annoncé au Mayhem Festival au stage Jägermeister, parmi d'autres groupes comme Disturbed, Godsmack, Megadeth, In Flames, Trivium, et Machine Head. Unearth participe à la tournée Brothers Of Brutality avec Whitechapel et Emmure. John n'y participera pas à cause de problèmes personnels. Matt DeVries le remplacera jusqu'à son retour.
Le groupe travaille sur un sixième album, prévu pour 2014.

## Formation
Membres actuels

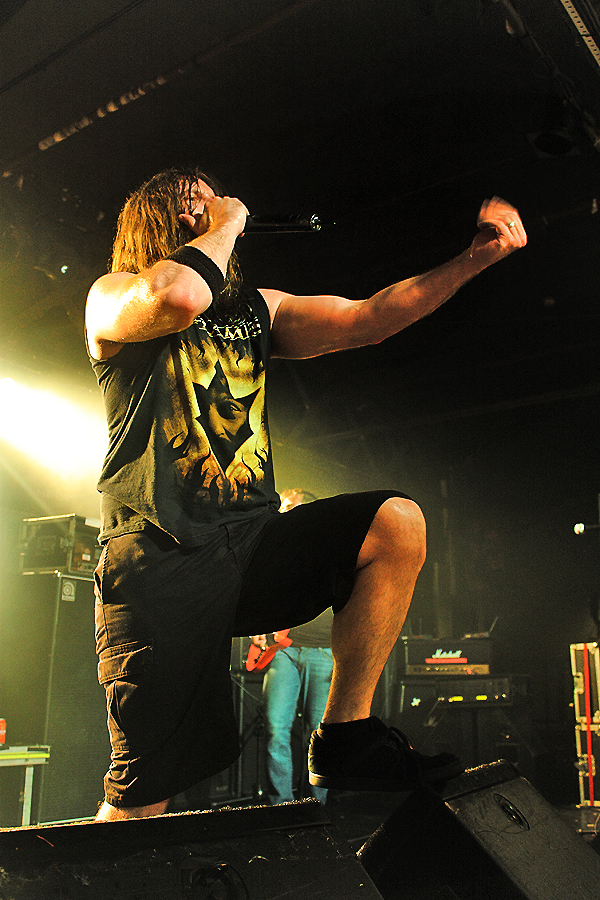
Unearth, à Barcelone (2010).

- Trevor Phipps – chant (depuis 1998)
- Buz McGrath – guitare (depuis 1998)
- Ken Susi – guitare, chant secondaire/clean (depuis 1998)
- John « Slo » Maggard – guitare basse, clavier, chœur (depuis 2001)
- Nick Pierce – batterie, percussions (depuis 2012)

Anciens membres
- Chris « Rover » Rybicki – basse (1998–2001 ; décédé)
- Mike Rudberg – batterie, percussion (1998–2003)
- Mike Justian – batterie, percussion (2003–2007)
- Derek Kerswill – drums, percussions (2007–2010)

Membres de studio et tournée
- Justin Foley – batterie, percussions (2011)
- Gene Hoglan – batterie, percussions (2007)
- Adam Dutkiewicz – batterie, percussion (2003)
- Matt DeVries – guitare basse (2013)